# Tecnologia immersiva
La tecnologia immersiva és la tecnologia que intenta imitar una experiència real a través d'una rèplica digital o simulada. Aquesta busca, doncs, ser realista i fer difícil la diferenciació d'allò virtual amb allò real. La realitat virtual, per exemple, fa ús de la tecnologia immersiva perquè es basa en la creació d'un entorn generat digitalment que proporciona a l'usuari la sensació de trobar-se immers en ell.
Les tecnologies immersives es basen en dos pilars: la interfície gràfica, que ofereix la facilitat de sentir un entorn de simulació presencial, i la interacció amb el contingut, que permet la creació d'experiències a partir dels relats utilitzant les tecnologies.

## Història
Tot i que avui en dia relacionem la tecnologia immersiva a l'avenç de la tecnologia i sistemes computacionals, antigament existien altres formes de crear un entorn simulat i poder immergir-se en ell, tot i que la diferenciació entre el virtual i el real es feia fàcil.
Parlem, doncs, de diorames i panorames; totes dues son representacions immersives públiques de grans dimensions que pretenen superar els límits de l'enquadrament. Podem dir que això va fomentar el desenvolupament dels interessos que fan atractius els mitjans de comunicació com el cinema o, en aquest cas, les experiències immersives que requereixen l'ús de tecnologies digitals.

## Característiques
L'entorn de la tecnologia immersiva presenta diferents característiques com a fruit del continu avenç del hardware, el qual permet que aquestes tecnologies es tornin accessibles. Es presenten a continuació dues característiques principals en la tecnologia immersiva: la unió de diferents tecnologies i l'adaptació i modificació sensorial.

### Combinació de tecnologies
La tecnologia immersiva modifica la nostra percepció sensorial i ens permet viure experiències capaces de transcendir les barreres de l'espai i el temps. Per a aconseguir-ho,es combinen diferents tecnologies, principalment la realitat virtual i la realitat augmentada, encara que també existeixen altres, com la interfície cervell-ordinador. Elements característics de la tecnologia immersiva són la inclusió d’imatges i signes lingüístics que simulen la realitat física o, fins i tot, permeten interactuar amb ella. És, per tant, una realitat mixta.

### Adaptació i modificació sensorial
La profunditat de les vivències desenvolupades es nodreix d’emocions i sentiments que desemboquen d’una estimulació constant de sentits com l’oïda o la vista, fins i tot el tacte. Per tant, existeix una adaptació sensorial de les condicions reals cap a la creació d’un entorn de realitat mixta. Així, diem que a nivell psicocognitiu, augmenta la interiorització d’allò viscut fusionant-se amb la nostra percepció natural de la realitat i ampliant-s’hi.

### Simulació de la realitat
A diferència de la realitat virtual o realitat augmentada, on es manté en vincle amb el món real, amb la tecnologia immersiva els usuaris estan completament aïllats de l'entorn físic. Aquests tenen la possibilitat d’explorar espais digitals en 3D i interactuar amb contingut creat per ordinador.

## Expectatives sensorials
- Vista: ajustar una imatge digital a la postura corporal i l'orientació del cap. La immersió visual completa suposa que els consumidors tenen la possibilitat de veure una imatge diferent i idònia, depenent d’on miren, d’on es queden i de cap on es mouen dins de l’àmbit creat per la tecnologia. En altres paraules, la percepció perfecte és impossible sense una vista de 360 graus.
- Oïda: els efectes auditius, transmesos per mitjà dels auriculars HMD, milloren el contingut visual en 3D, el qual assegura una percepció digital de l’àmbit més realista. Ajustat a un espai artificial i el que passa en ell, el so d’alta qualitat remou la connexió de l’usuari amb l'entorn. Combinat amb les imatges, aquest so ajustat dona com a conseqüència l'exclusió del món real, proporcionant una immersió total en el digital.

- Tacte: la retroalimentació hàptica permet als usuaris interactuar correctament amb objectes 3D dins d’entorns virtuals. Es pot proporcionar retroalimentació hàptica de varies formes, com poden ser la vibració, l’ultrasò, la retroalimentació tèrmica o la electroestimulació.[8]

- Gust: els científics de la Universitat Nacional de Singapur estan desenvolupant un dispositiu format principalment per un xip que possibilita provar sabors a distància, estimulant els receptors gustatius per mitjà d’impulsos elèctrics.[9]

## Components
Un entorn totalment immersiu i perceptivament real constarà de múltiples components.

### Llenguatge VRML
El VRML (Llenguatge de Modelatge en Realitat Virtual) és el llenguatge usat per a descriure els mons virtuals a Internet. Es pot navegar a través d’ell. És equivalent al llenguatge HTML que s’utilitza per a desenvolupar pàgines web.

### Percepció
Normalment es recreen espais tridimensionals (3D), reals o imaginaris on l’usuari interactua en aquell medi. Aquests ambients estimulen els sentits de l’usuari oferint una sensació d’estar dins el lloc recreat. Es pot ambientar amb diferent temàtica.

### Interacció
Aquestes tecnologies proporcionen la capacitat d’interactuar i comunicar-se amb l'entorn virtual. Per tant, requereixen d'una sèrie d'elements amb funcions que ho facin possible:
- Reconeixement de gestos: una aplicació utilitza el reconeixement de gestos perquè poder-se dur a terme és la realitat mixta (MR), formada per la unió entre la realitat virtual i la realitat augmentada. Permet interactuar a temps real amb objectes virtuals però quotidians del món real. Aquests objectes virtuals tenen la capacitat de respondre i reaccionar a aquells gestos com si fossin objectes del món real. Per a que sigui possible el reconeixement d’aquests gestos pels objectes virtuals son necessaris uns controladors de moviment o auriculars MR. Amb els avenços que hi ha en la connectivitat, la potència de processament o la ergonomia, és cada cop més assequible.

- Interfície cervell-ordinador
- Reconeixement de la parla
- Caminadors omnidireccional: plataforma composta per múltiples sensors per captar els desplaçaments dels usuaris en 360 graus i tranferir-los a la realitat virtual . La plataforma permet als usuaris caminar, córrer, saltar i ajupir-se en totes les direccions sense moure’s del lloc on es troben. El seu disseny circular i còncau, permet al peu lliscar i tornar al centre de la caminadora cada vegada que l’usuari dona un pas. Per això, s’han d’emplear unes sabatilles especials amb sola lliscant. Com a element de seguretat, posseeix un o diversos braços articulats per a subjectar una armilla o arnés i que l’usuari no pateixi cap tipus d’accident al realitzar la immersió a la realitat virtual.

### Software
El software interactua amb la tecnologia de hardware per generar l'entorn virtual i processar la entrada de l'usuari per proporcionar una resposta dinàmica a temps real. Per assolir això, el software sovint integra component de la intel·ligència artificial i mons virtuals.

## Investigació i desenvolupament
Les línies d’investigació que predominen amb relació a la RA i la RV s’han orientat a l’aplicació d’aquestes en els dispositius digitals quotidians per apropar-los al públic general. No obstant, existeixen molts altres camps en el que s’està obrint camí i estan resultant d’utilitat. D’aquesta manera, està ressorgint la inversió en ells. Cal destacar la investigació en el camp científic, en l'estudi del terreny, el turisme i l'educació.
En el camp de la ciència son moltes les universitats que tenen programes que investiguen i desenvolupen tecnologia immersiva. Aquestes contribueixen a la capacitació professional especialitzada en entorns en els que el cost de certes pràctiques in situ són massa elevats o bé la viabilitat d’aquestes és baixa degut a l'equipament o el factor humà intrínsec. Un exemple molt gràfic en això és emprar el simulador virtual per exercitar destreses en l’ús de robots que intervenen en cirurgies per laparoscòpia.

Quant a l'estudi del terreny, les línies d’investigació s’han orientat a afavorir el treball de camp a través de la unificació dels mapes d’altura i les llibreries d'imatges OpenGL. Aquesta combinació està permetent la visualització de superfície en 3D sense necessitat de desplaçar-se a l'entorn en qüestió.
Amb relació a la investigació en entorns d’educació, aquesta està enfocant-se cap a una millora de la interacció entre els usuaris i el propi entorn virtual. De fet, cada cop son més les universitats que destaquen per invertir en el desenvolupament d’aquestes tecnologies, i és el propi govern dels EE. UU. qui financia molts d’aquests projectes.

Exemples d’universitats que tenen programes que investiguen i desenvolupen tecnologia immersiva per als diferents àmbits son són: 
- El Laboratori Virtual d’Interacció Humana de Stanford.[13]
- El Laboratori de Gràfiques de Computadores i Tecnologies d'Immersió de la USC.[14]
- El Centre d’Aplicaciones de Realitat Virtual de l’Estat d’Iowa.[15]
- Entorns Virtuals Intel·ligents de la Universidad de Teesside.
- El Immersive Storylab de la Universidad de Liverpool John Moores.[16]

## Aplicacions
Utilitzada en els seus principis per sectors molt concrets, s’ha anat estenent amb el pas del temps. Ara té aplicacions en diverses àrees, tot i que s’estendrà a més com més comuna es faci la tecnologia immersiva. Per ara, però, tenim eines en els camps següents:
- La cultura, l'oci i els videojocs , inclosa la indústria per a adults, l’art, l'entreteniment i la narració interactiva. Dins d’aquest àmbit cultural, ha suposat també una evolució en la cultura museística, en la reconstrucció del patrimoni i en l’accés a experiències virtuals.[17] També pot ser usat per realitzar interacció i animació en 3D.
- La medicina.[18] Els àmbits d’aplicació de la tecnologia immersiva abarquen diferents àrees, com és el cas de la psicoteràpia ocupacional, ja que hi ha recreacions virtuals que tracten diferents problemàtiques associades; també en tractaments de rehabilitació, o en tecnologies de suport, oferint solucions d’autonomia i qualitat de vida a les persones grans.[19] Per altra banda, està sent de gran ajuda per al diagnòstic i com a representació visual durant intervencions quirúrgiques.[20]
- La ciència[21] i la tecnologia industrial. La utilització de tecnologies immersives en el disseny industrial permet, entre altres coses, realitzar un disseny virtual del producte sense necessitat d’haver de construir un prototip, el qual permet estalviar temps, diners, treball.
- L'educació[22][23]i la capacitació. Aquesta tecnologia obre les portes a noves possibilitats educatives i a un aprenentatge experiencial i significatiu.[24] La eduació també incorpora aquesta tecnologia a través d'aules virtuals, immersió amb vídeos de 360 graus o pràctiques de realitat augmentada, entre d'altres. Així mateix, a les fàbriques, per exemple, es podria ensinistrar als treballadors sobre la manipulació d’una màquina i el seu muntatge i desmuntatge de manera virtual.[25] Per tot això, en l’àmbit de l'educació l’ús de les tecnologies immersives és una de les principals tendències: s’ha comprovat que ajuden a millorar el procés ensenyament-aprenentatge, augmentant la motivació de l’alumnat. Algunes de les tecnologies que destaquen en aquest sector poden ser, per exemple, els continguts 360, la realitat virtual, la realitat augmentada i la realitat mixta. De totes elles, la realitat augmentada és la que major repercussió té en l’actualitat, ja que permet la visualització i inspecció d’objectes 3D, el qual dona lloc a un increment del nivell d’atenció de l’alumnat i a una comprensió dels continguts més ràpida en comparació amb els llibres de text. No obstant, aquest tipus de tecnologies presenten limitacions com ara la gran inversió necessària, la possible dependència tecnològica i la necessitat de comptar amb docents constantment actualitzats.[26] En aquest àmbit d’aplicació, destaca el projecte Aumentame EDU, de realitat estesa en educació i formació, que pretén aportar i donar suport al procés d’integració d’aquestes tecnologies en l'educació, a través de la formació de docents i la investigació, i celebrant una reunió anual d’experts.[27]

- Marketing. En empreses dedicades al sector del turisme, per exemple, una de les possibilitats és la creació de mons virtuals d’una determinada zona geogràfica, perquè els turistes coneguin prèviament el lloc que visitaran. Aquest tipus de tecnologia li atorga al potencial client un paper actiu, el qual pot interactuar amb el producte que se lo ofereix com si fos real.

- El sector militar. La tecnologia immersiva ha passat també a formar part de l'entrenament dels exèrcits: els militars estatunidencs, per exemple, ja la utilitzen en simuladors de vol, escenaris de combat, d’entrenament mèdic, etc. Poden entrenar-se en qualsevol acció de risc o en la manipulació de qualsevol arma sense estar realment en perill, mitigant així els accidents i els costos que podria haver-hi si fos real.[28]
- Les tecnologies immersives estan obrint nous camps d’investigació en torn a les noves ciutats del futur. Un d’ells és aplicar-les en la millora de la circulació de les ciutats. Gràcies a aquestes tecnologies, s’està estudiant realitzar senyaléctica vial virtual, com passos de zebra o per a vianants, fletxes, línies divisòries de carrils, cartells, noms de zones, que normalment tenen el seu origen pintades, metàl·liques o altre tipus de material.[29]

## Preocupacions i ètica
De la mateixa manera que la tecnologia immersiva presenta nombrosos beneficis, també genera preocupacions des del punt de vista ètic, que podrien afectar els usuaris.
Els sistemes legals debaten sobre temes de delictes virtuals i si és ètic permetre comportaments il·legals com la violació en un entorn simulat.
Principals problemes de què es parlen: 
- Ús incorrecte de dades personals: s'augmenta la quantitat d'informació disponible dels usuaris en la xarxa. Ja no sols és possible accedir a informació sensible com a dades bancàries, adreces personals o informes de compres realitzades, sinó que s'exhibeixen opinions, sentiments o comportaments, exposant a l'usuari a possibles extorsions cibernètiques, robatoris d'informació o suplantació d'identitat.
- Falses experiències: usuari incapaços de distingir la realitat de la ficció, afectant el comportament i judici de les persones.
- Addicció a les tecnologies i comportaments antisocials: l'excessiu temps dedicat a les tecnologies immersives podria afectar la salut mental dels usuaris, que al seu torn podria resultar en comportaments delictius com a ciberassetjament i altres delictes informàtics, gràcies a l'anonimat que permeten aquestes tecnologies.
- Aïllament social: pot generar dependència i augmentar l'aïllament i desconnexió de grups socials reals.

El principal perill de la tecnologia immersiva s'ha vist representat en les pel·lícules de ciència-ficció. En son exemples eXistenZ, The Matrix i el curtmetratge 'Play' de David Kaplan i Eric Zimmerman que plantegen preguntes sobre el que pot arribar a passar en el món si no som capaços de distingir entre el món físic i el món digital.